# Rosemary Murphy
Rosemary Murphy (München, 1925. január 13. – New York, 2014. július 5.) Primetime Emmy-díjas német származású amerikai színésznő.
Színpadi alakításaiért háromszor jelölték Tony-díjra. Az 1976-os Eleanor and Franklin című minisorozatban Sara Rooseveltet formálta meg, a szereppel Primetime Emmy-díjat nyert. Egy évvel később az Eleanor and Franklin: The White House Years című tévéfilmben hasonló szerepben tűnt fel, mellyel ismét Emmy-jelölést kapott.
Filmjei közé tartozik a Ne bántsátok a feketerigót! (1962), a Júlia (1977) és A halott túlélő (2009).

## Élete és pályafutása
Münchenben született. Édesapja, Robert D. Murphy diplomata és helyettes konzul volt. Édesanyja, Mrs. Mildred Taylor Murphy az amerikai Vöröskeresztnél dolgozott. Egy lánytestvére volt, Mildred Pond. Nagyrészt Franciaországban nevelkedett, 1939-ben, a második világháború előestéjén az Egyesült Államokba küldték. A washingtoni Catholic University of America hallgatója volt, majd a Neighborhood Playhouse és az Actors Studio növendékeként Sanford Meisner színésztől tanulhatta a szakmát.
Színpadi darabokban, majd az 1950-es évektől televíziós műsorokban is feltűnt. Az 1960-as években háromszor jelölték Tony-díjra.

## Magánélete és halála
Sosem házasodott meg és gyermekei sem születtek.
2014. július 5-én, 89 évesen hunyt el Manhattanben. Halálát nyelőcsőrák okozta.

## Filmográfia

### Film
| Év   | Magyar cím                  | Eredeti cím                     | Szerep                 | Magyar hang                     |
| ---- | --------------------------- | ------------------------------- | ---------------------- | ------------------------------- |
| 1947 |                             | Der Ruf                         | Mary                   |                                 |
| 1957 |                             | That Night!                     | 'Chorny' Chornis nővér |                                 |
| 1961 |                             | The Young Doctors               | Miss Graves            |                                 |
| 1962 | Ne bántsátok a feketerigót! | To Kill a Mockingbird           | Maudie Atkinson        | ismeretlen (1. változat)        |
| 1962 | Ne bántsátok a feketerigót! | To Kill a Mockingbird           | Maudie Atkinson        | Csere Ágnes (2. változat)       |
| 1962 | Ne bántsátok a feketerigót! | To Kill a Mockingbird           | Maudie Atkinson        | Zborovszky Andrea (3. változat) |
| 1966 |                             | Any Wednesday                   | Dorothy Cleves         |                                 |
| 1972 |                             | A Fan's Notes                   | Moms                   |                                 |
| 1972 |                             | Ben                             | Beth Garrison          |                                 |
| 1972 |                             | You'll Like My Mother           | Mrs. Kinsolving        |                                 |
| 1973 | Emelt fővel                 | Walking Tall                    | Callie Hacker          |                                 |
| 1973 |                             | Ace Eli and Rodger of the Skies | Hannah                 |                                 |
| 1973 |                             | 40 Carats                       | Mrs. Latham            |                                 |
| 1977 | Júlia                       | Julia                           | Dottie                 | Urbán Erika                     |
| 1980 |                             | The Attic                       | Mrs. Perkins           |                                 |
| 1981 | A kéz                       | The Hand                        | Karen Wagner           | Halász Aranka                   |
| 1987 | Szeptember                  | September                       | Mrs. Mason             | Tóth Judit                      |
| 1991 | Kopaszoknak szeretettel     | For the Boys                    | Luanna Trott           |                                 |
| 1993 | A húszdolláros              | Twenty Bucks                    | Dotty néni             | Fodor Zsóka                     |
| 1995 | Hatalmas Aphrodité          | Mighty Aphrodite                | adoptációs koordinátor | Győri Ilona                     |
| 1999 | Üzenet a palackban          | Message in a Bottle             | Helen                  |                                 |
| 2001 |                             | Dust                            | Angela                 |                                 |
| 2007 | Apu vad napjai              | The Savages                     | Doris Metzger          |                                 |
| 2008 | Kis-nagy világ              | Synecdoche, New York            | Frances                |                                 |
| 2009 | A halott túlélő             | After.Life                      | Mrs. Whitehall         |                                 |
| 2010 | Romantikus lelkek           | The Romantics                   | Hayes nagymama         |                                 |

### Televízió
| Év        | Magyar cím                         | Eredeti cím                                 | Szerep                        | Megjegyzések                                                                 |
| --------- | ---------------------------------- | ------------------------------------------- | ----------------------------- | ---------------------------------------------------------------------------- |
| 1951–1956 |                                    | Robert Montgomery Presents                  | Miss Milford / Chorness nővér | 4 epizód                                                                     |
| 1962      |                                    | The Virginian                               | Pearl Dodd Krause             | 1 epizód                                                                     |
| 1968      |                                    | A Case of Libel                             | Claire                        | tévéfilm                                                                     |
| 1972      |                                    | Invitation to a March                       | DeeDee Grogan                 | tévéfilm                                                                     |
| 1974      | San Francisco utcáin               | The Streets of San Francisco                | Etta Morris Randolph          | 1 epizód                                                                     |
| 1974      | Columbo                            | Columbo                                     | Margaret Halperin             | - 1 epizód (Embert barátjáról) - magyar hangja: - Géczy Dorottya - Tímár Éva |
| 1974      |                                    | The Lady's Not for Burning                  | Margaret Devize               | tévéfilm                                                                     |
| 1976      |                                    | Eleanor and Franklin                        | Sara Roosevelt                | minisorozat (2 epizód)                                                       |
| 1977      |                                    | Eleanor and Franklin: The White House Years | Sara Roosevelt                | tévéfilm                                                                     |
| 1978      |                                    | Before and After                            | Helen, Carole anyja           | tévéfilm                                                                     |
| 1981      |                                    | Mr. Griffin and Me                          | Jane Barlow                   | tévéfilm                                                                     |
| 1982      | Magnum                             | Magnum                                      | Marion Danforth               | 1 epizód                                                                     |
| 1982–1983 |                                    | Quincy M.E.                                 | Dr. Diana Green / Harriet     | 2 epizód                                                                     |
| 1984      |                                    | George Washington                           | Mary Ball Washington          | minisorozat (3 epizód)                                                       |
| 1987      | Gyilkos sorok                      | Murder, She Wrote                           | Sybil Constable               | 1 epizód                                                                     |
| 1989      |                                    | As the World Turns                          | Greta Aldrin                  | 4 epizód                                                                     |
| 1991      | Az asszony, akit Jackie-nek hívtak | A Woman Named Jackie                        | Rose Kennedy                  | minisorozat (3 epizód)                                                       |
| 1991      | Esküdt ellenségek                  | Law & Order                                 | Mrs. Catherine Messimer       | 1 epizód                                                                     |
| 1993      | És a zenekar játszik tovább…       | And the Band Played On                      | vérbank vezetője              | tévéfilm                                                                     |
| 1994      | Semmi pánik                        | Don't Drink the Water                       | Miss Pritchard                | tévéfilm                                                                     |
| 1995      | A 99-es alakulat                   | The Tuskegee Airmen                         | Eleanor Roosevelt             | - tévéfilm - magyar hangja: - Kassai Ilona                                   |
| 1997–1999 | Frasier – A dumagép                | Frasier                                     | Carol Larkin                  | 2 epizód                                                                     |
| 1999      | Vadászat az egyszarvúra            | The Hunt for the Unicorn Killer             | Bea Einhorn                   | tévéfilm                                                                     |

## Fordítás
- Ez a szócikk részben vagy egészben  a   Rosemary Murphy című angol Wikipédia-szócikk ezen változatának fordításán alapul.  Az eredeti cikk szerkesztőit annak laptörténete sorolja fel. Ez a jelzés csupán a megfogalmazás eredetét és a szerzői jogokat jelzi, nem szolgál a cikkben szereplő információk forrásmegjelöléseként.